# Bill Potts

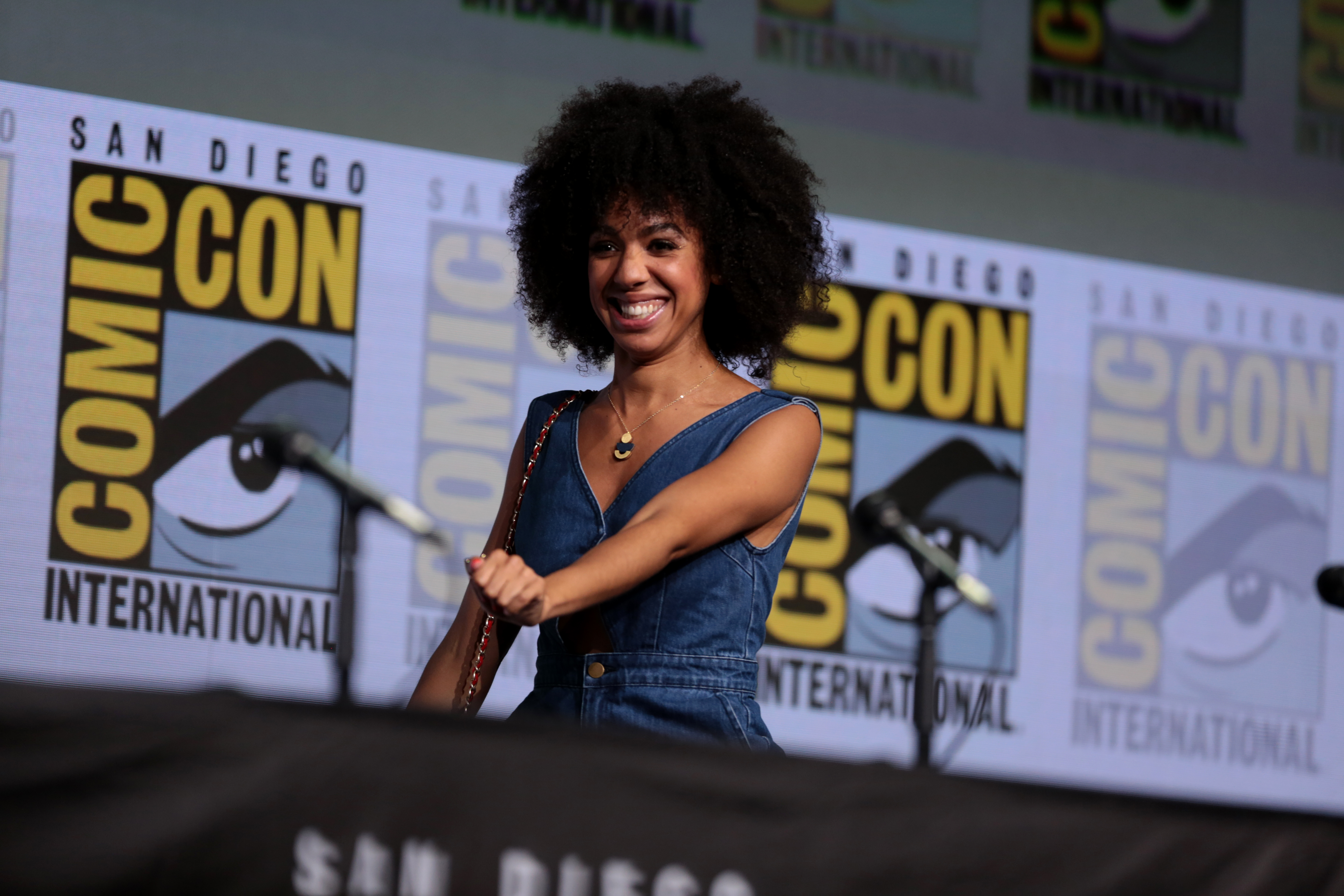
Fotografia de l'actriu Pearl Mackie, que interpreta el personatge a la sèrie.

Bill Potts és un personatge de ficció creat per Steven Moffat i interpretat per Pearl Mackie a la sèrie de televisió de ciència-ficció britànica Doctor Who. A la desena temporada del programa, des del primer, Bill és la companya del Dotzè Doctor, l'encarnació d'un alien viatger del temps conegut com El Doctor (interpretat per Peter Capaldi).

## Aparences

### Televisió
Bill Potts es presentada a l'estrena de la desena temporada, el capítol "The Pilot". En la seva primera trobada, Bill és descoberta pel Doctor, que s'està fent passar per un professor d'universitat. Quan nota el seu potencial desaprofitat, ell li proposa instruir-la de manera privada. Tot i així, quan l'interès amorós de la Bill, la Heather (Stephanie Hyam), es converteix en una criatura d'aigua que pot viatjar a qualsevol punt del temps i l'espai, El Doctor revela a la Bill la seva naturalesa al·lienígena i se l'emporta com a la seva companya de viatges, a contracor del seu assistent Nardole, que demana a El Doctor de quedar-se a Bristol per guardar una estranya caixa forta a sota de la universitat.
En els següents episodis, la Bill aprén cada cop més sobre la naturalesa de Senyor del Temps del Doctor i les normes de viatjar en el temps, evitant invasions al·lienígenes i acabant conflictes en planetes llunyans de l'espai profund, acostant-se cada cop més a El Doctor. Al final de temporada, "World Enough and Time" / "The Doctor Falls", disparen a la Bill al cor després que el Doctor respongui a una trucada d'emergència per una invasió al·lienígena a una nau espacial i se l'emporten uns científics amenaçadors a una coberta inferior on el temps passa molt més ràpid. La vida de la Bill s'acaba salvant, però passen deu anys abans que El Doctor pugui arribar a ella, temps en el qual ella es converteix en una cyberhumana. Tot i que els cyberhumans normalment no tenen emocions i estan capficats en portar els humans a les seves files, la Bill reté la seva humanitat i el seu sentiment d'identitat com a resultat de les experiències que ha tingut viatjant amb El Doctor. Quan els cyberhumans són vençuts, la Bill es queda completament sola: el Doctor sembla que s'ha mort, el Nardole ha portat a un lloc segur els refugiats humans i ella s'ha convertit en un monstre. Però, es rescatada per la Heather, que la transforma en una criatura com ella i li ofereix l'opció de viatjar a través del temps i l'espai juntes o de ser retornada a la seva vida a la Terra, com una persona humana, com abans. La Bill retorna el cos del Doctor al TARDIS i es despedeix d'ell abans de marxar amb la Heather a explorar l'univers. El personatge fa una última aparença a "Twice Upon A Time", com un avatar vivent dels records de la Bill, recollits pel Projecte Testimoni (Testimony Project). Reconeixent-se com una continuació de la Bill, ella està encantada de tornar a veure El Doctor i l'ajuda en el seu viatge per acceptar que s'ha de regenerar un altre cop.

### Altres mitjans
A l'abril del 2017, es van publicar tres novel·les noves, en les quals apareixien els nous acompanyants Nardole i Bill Potts. Estan titulades The Shining Man, Diamond Dogs i Plague City. Abans que aparegués el seu primer episodi, la Bill va fer una aparició cameo a la tira còmica de la Doctor Who Magazine, titulada "The Daft Dimension", juntament amb el Nardole a l'edició #511 (maig del 2017).

## Càsting i desenvolupament
| "Bill is cool – she's quite young, doesn't really know much about the world. She's very real – she's not had a very easy upbringing and whilst she doesn't really let that affect her day-to-day life, it's there under the surface – she can be quite defensive. She's fun, she's excited, she's a bit geeky – she quite likes sci-fi stuff, she's into space and that type of thing so when she does go on adventures with the Doctor and discovers aliens are real and that kind of stuff it blows her mind which is really cool." Pearl Mackie |

A l'abril del 2016 es va anunciar que Pearl Mackie interpretaria a la nova acompanyant Bill Potts, després de la marxa de Jenna Colman. Per evitar filtracions mentre es feia el procés de càsting del nou acompanyant, l'equip de producció utilitzava la frase "Mean Town" (ciutat malvada), un anagrama de "Ten Woman" (Dona Deu); això fa referència al fet que la Bill és l'acompanyant de la desena temporada, cosa que el director de càsting Andy Pryor va revel·lar a Radio Times. El productor Steven Moffat va dir que l'etnicitat de Mackie va ser un factor en la decisió de contractar-la, ja que volia que el repartiment fos una mica més divers: "We decided that the new companion was going to be non-white […] because we need to do better on that" ("Vam decidir que el nou acompanyant havia de no ser blanc […] perquè hem de millorar en aquest aspecte"). Bill també és el primer acompanyant obertament homosexual.
Una escena avançada es va filmar a l'abril del 2016 com a part d'un clip promocional, que es va mostrar el 23 d'abril a BBC One, durant la mitja part de la semifinal de la Copa FA 2015-2016. Titulat "Friend From The Future", va presentar Bill i El Doctor en un encontre amb els Daleks. Tot i els dubtes inicials de que aquesta escena seria inclosa a dins de la temporada, al final, algunes parts van ser incorporades a l'episodi debut de Mackie, "The Pilot".
El 23 de juliol del 2017, el tràiler per l'Especial de Nadal "Twice Upon A Time" es va estrenar, revelant la participació de Mackie en l'episodi. Al mateix dia, Mackie va anunciar oficialment al Comic-Con de San Diego que no retornaria per a l'onzena temporada.
Tot i que el personatge comparteix el nom amb William "Bill" Hartnell, que interpretava el Primer Doctor (i la dona del qual, igual que la xicota de la Bill, també es deia Heather), el creador Steven Moffat ha dit que això ha sigut una coincidència. El nom del personatge va ser inspirat quan Moffat va sentir a David Tennant, que interpretava el Desè Doctor, com anomenava informalment a Billie Piper amb el nom de Bill al set de "The Day of the Doctor" el 2013.

## Recepció
Abans que s'emetés l'episodi, hi va haver un pase avançat per als crítics. Les crítiques generals pel personatge de Mackie van ser mixtes. Després de del primer episodi, el personatge va ser rebut de manera més positiva.
Patrick Mulkern del Radio Times va descriure a Pearl Mackie com "una victòria instantània com a la novella acompanyant Bill". Simon Brew de Den of Geek també va fer una avaluació positiva de Mackie, lloant-ne l'humor de la interpretació. Alasdair Wilkins del The A. V. Club va dir que Mackie havia aportat "una energia diferent a la de qualsevol altre acompanyant de la sèrie" i va anomenar la seva primera aparició "una introducció sòlida". Wilkins també va comentar sobre el personatge que "ella és homosexual, d'ètnia negra i de classe treballadora, un altre graó benvingut a l'habilitat de Doctor Who de reflectir l'espectre sencer de qui audeix amb la sèrie i s'identifica amb els seus personatges".
Tot i així, Catherine Gee de The Telegraph va fer una crítca més negativa, dient que Mackie, en el seu primer episodi, "li faltava l'espurna carismàtica de Jenna Colman" i que el personatge de Mackie era "un embolic", però va ressaltar el fet que el personatge no fos de classe mitjana.